# Polygala engleriana
Polygala engleriana är en jungfrulinsväxtart som beskrevs av Buscalioni och Muschler. Polygala engleriana ingår i släktet jungfrulinssläktet, och familjen jungfrulinsväxter. Inga underarter finns listade i Catalogue of Life.